# Seznam čeških geografov
Seznam čeških geografov in geologov.

## A
- Karel Absolon
- Jan Auerhan
- Josef Augusta (paleontolog)

## B
- František Babánek (geolog, mineralog, montanist)
- Vladimír Blucha
- Antonín Boháč
- Pavel Bosák

## Č
- Ladislav Čepek (geolog)
- Jiři Čermák

## D
- Jiří Daneš
- Jaromír Demek

## E
- Josef Erben

## H
- Martin Hampl
- Emil Holub (zdravnik, raziskovalec Afrike, kartograf in etnograf)

## J
- Bohumír Janský
- Karl Jelinek (1822 – 1876) (češko-avstrijski meteorolog...)

## K
- Jaromír Korčák
- Karel Kořistka
- Radan Květ

## L
- Gustav Karl Laube (geolog, paleontolog, polarni raziskovalec)

## M
- Jiří Musil

## P
- Jan Palacký

## R
- Vojtěch Rosický (geolog - mineralog, petrograf)

## S
- Jaroslav Schaller (Josef /Franz Jaroslav/ Schaller)

## V
- Karel Vrba (mineralog)

## W
- René Wokoun